# Каабак, Леонид Владимирович
Леонид Владимирович Каабак (18 февраля 1934 года, Москва — 8 июля 2021 года) — советский и российский химик-органик, доктор химических наук, профессор Государственного научного центра НИИ органической химии и технологии (Москва), энтомолог, член российского энтомологического общества, организатор 19 энтомологических экспедиций на Памир, автор более 30 научных и научно-популярных статей о чешуекрылых.

## Биография
Родился 18 февраля 1934 года в Москве. В 1957 году окончил
факультет ИХТ (кафедра №3 ХТОС) МХТИ им. Д. И. Менделеева, с тех пор до кончины трудился в Государственном научно-исследовательском институте органической химии и технологии. Один из соавторов изобретения способа получения 2,4,5-триметилбензойной (дуриловой) кислоты

## Энтомология
Маршруты путешествий Каабака в поисках бабочек можно разделить на три группы: леса Приморского края и Сахалина, высокогорья Средней и Центральной Азии, джунгли Непала и южноамериканская сельва (Перу, Гайана, Венесуэла).
В 1983 году на Памире на скальном массиве Мынджахир, на высоте 4200 м над уровнем моря впервые поймал новый подвид аполлона Чарльтона. Впоследствии таксон был описан совместно с энтомологом Ю. Ю. Щёткиным под названием Parnassius charltonius anjuta — в честь матери Каабака. В 1996 году Л. В. Каабак, А. В. Сочивко и В. В. Титов описали ещё один подвид аполлона Чарльтона — P. charltonius mistericus, а также подвид Parnassius staudingeri dunkeldykus Sotshivko & Kaabak, 1996.